# Wugar Orudżow
Wugar Narimanowicz Orudżow (ros. Вугар Нариманович Оруджёв; azer. Vüqar Nəriman oğlu Orucov; ur. 26 października 1971 w Baku) – radziecki, białoruski i rosyjski zapaśnik w stylu wolnym. Z pochodzenia Azer.
Dwukrotny olimpijczyk. Brązowy medalista z Barcelony 1992, ponadto zajął czwarte miejsce w Atlancie 1996. Rozpoczynał karierę w barwach ZSRR, w Barcelonie reprezentował Wspólnotę Niepodległych Państw. W 1993 roku był zawodnikiem Białorusi a od 1994 startował dla Rosji.
Złoty medalista Mistrzostw Świata z 1991 i 1995, srebrny z 1993 roku. Mistrz Europy w 1995, srebrny medalista z 1992, brązowy w 1991 i 1996 roku. Pierwszy w Pucharze Świata w 1995 roku. Mistrz Igrzysk Wojskowych w 1995. Wojskowy mistrz świata w 1997.
Mistrz ZSRR w 1991 i Rosji w 1994 roku.
Jego syn Vitali Arujau jest również zapaśnikiem, reprezentantem USA.